# 챔틀
챔틀의 어원은 '챔질하는 받침틀'을 줄여서 만든 말이다. [뻘짓낚시꾼] BSP가 유튜브 동영상(2022.03.02)을 통에 제안한 민물낚시 받침틀의 새로운 형태로서, 낚시대와 받침틀이 함께 동시에 움직이며 챔질이 이루어 지는 형식의 신개념 받침틀이다.